# Ronde van Italië 1933
| Eindklassement      |                     |              |
| Algemeen klassement | Alfredo Binda       | 111h 01' 52" |
| Tweede              | Jef Demuysere       | + 12' 34"    |
| Derde               | Domenico Piemontesi | + 16' 31"    |
| Vierde              | Alfredo Bovet       | + 19' 47"    |
| Vijfde              | Allegro Grandi      | + 21' 33"    |
| Zesde               | Carlo Moretti       | + 26' 16"    |
| Zevende             | Ludwig Geyer        | + 27' 17"    |
| Achtste             | Kurt Stöpel         | + 28' 22"    |
| Negende             | Mario Cipriani      | + 30' 28"    |
| Tiende              | Camillo Erba        | + 30' 30"    |
| Rode Lantaarn       | Ettore Meini (51e)  | + 2h 15' 05" |
| Bergklassement      | Alfredo Binda       | 12 punten    |
| Tweede              | Alfredo Bovet       | 4 punten     |
| Derde               | Remo Bertoni        | 3 punten     |
| Ploegenklassement   | Legnano             | ...h ..' .." |
| Tweede              | ...                 | -            |
| Derde               | ...                 | -            |

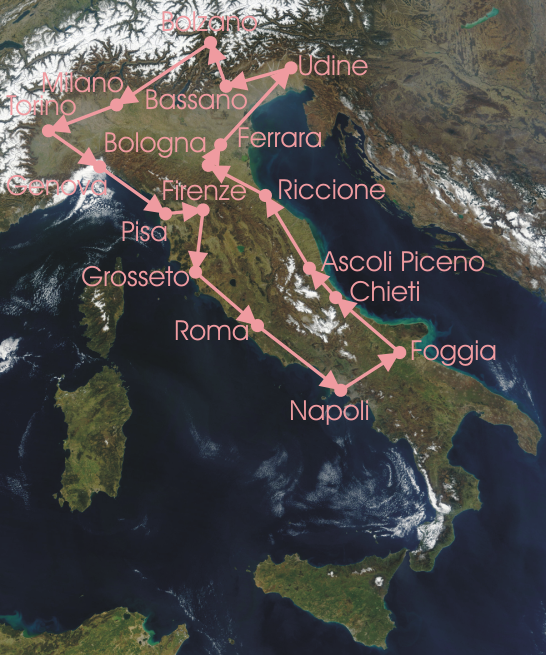
Ronde van Italië 1933

In 1933 ging de 21e Giro d'Italia op 6 mei van start in Milaan. Hij eindigde op 28 mei in Milaan. Er stonden 97 renners verdeeld over .. ploegen aan de start. Hij werd gewonnen door Alfredo Binda.
- Aantal ritten: 17
- Totale afstand: .... km
- Gemiddelde snelheid: ...... km/h
- Aantal deelnemers: 97

## Belgische en Nederlandse prestaties
In totaal namen er 5 Belgen en 0 Nederlanders deel aan de Giro van 1933.

### Belgische etappezeges
- Gerard Loncke won de 7e etappe van Rome naar Napels en de 16e etappe van Bassano del Grappa naar Bolzano.

### Nederlandse etappezeges
- In 1933 was er geen Nederlandse etappezege.

## Etappe uitslagen
| Datum  | Etappe    | Parcours                     | Afstand | Eerste               | Tweede                    | Derde                     | Klassementsleider   |
| ------ | --------- | ---------------------------- | ------- | -------------------- | ------------------------- | ------------------------- | ------------------- |
| 6 mei  | etappe 1  | Milaan - Turijn              | 169 km  | Learco Guerra (Ita)  | Alfredo Bovet (Ita)       | Mario Cipriani (Ita)      | Learco Guerra (Ita) |
| 7 mei  | etappe 2  | Turijn - Genua               | 216 km  | Alfredo Binda (Ita)  | Jef Demuysere (Bel)       | Allegro Grandi (Ita)      | Alfredo Binda (Ita) |
| 8 mei  | etappe 3  | Genua - Pisa                 | 191 km  | Learco Guerra (Ita)  | Ettore Meini (Ita)        | Domenico Piemontesi (Ita) | Alfredo Binda (Ita) |
| 10 mei | etappe 4  | Pisa - Florence              | 184 km  | Giuseppe Olmo (Ita)  | Alfredo Binda (Ita)       | Alfredo Bovet (Ita)       | Alfredo Binda (Ita) |
| 11 mei | etappe 5  | Florence - Grosseto          | 193 km  | Learco Guerra (Ita)  | Domenico Piemontesi (Ita) | Alfredo Bovet (Ita)       | Jef Demuysere (Bel) |
| 12 mei | etappe 6  | Grosseto - Rome              | 212 km  | Mario Cipriani (Ita) | Alfredo Binda (Ita)       | Kurt Stöpel (Dui)         | Jef Demuysere (Bel) |
| 14 mei | etappe 7  | Rome - Napels                | 228 km  | Gerard Loncke (Bel)  | Ettore Meini (Ita)        | Alfredo Binda (Ita)       | Jef Demuysere (Bel) |
| 15 mei | etappe 8  | Napels - Foggia (tijdrit)    | 195 km  | Alfredo Binda (Ita)  | Gerard Loncke (Bel)       | Jef Demuysere (Bel)       | Alfredo Binda (Ita) |
| 17 mei | etappe 9  | Foggia - Chieti              | 248 km  | Alfredo Binda (Ita)  | Gerard Loncke (Bel)       | Remo Bertoni (Ita)        | Alfredo Binda (Ita) |
| 18 mei | etappe 10 | Chieti - Ascoli Piceno       | 158 km  | Alfredo Binda (Ita)  | Domenico Piemontesi (Ita) | Fernand Cornez (Fra)      | Alfredo Binda (Ita) |
| 20 mei | etappe 11 | Ascoli Piceno - Riccione     | 208 km  | Fernand Cornez (Fra) | Kurt Stöpel (Dui)         | Remo Bertoni (Ita)        | Alfredo Binda (Ita) |
| 21 mei | etappe 12 | Riccione - Bologna           | 189 km  | Giuseppe Olmo (Ita)  | Alfredo Bovet (Ita)       | Alfredo Binda (Ita)       | Alfredo Binda (Ita) |
| 22 mei | etappe 13 | Bologna - Ferrara (tijdrit)  | 62 km   | Alfredo Binda (Ita)  | Jef Demuysere (Bel)       | Ambrogio Morelli (Ita)    | Alfredo Binda (Ita) |
| 24 mei | etappe 14 | Ferrara - Udine              | 242 km  | Ettore Meini (Ita)   | Giuseppe Olmo (Ita)       | Gerard Loncke (Bel)       | Alfredo Binda (Ita) |
| 25 mei | etappe 15 | Udine - Bassano del Grappa   | 213 km  | Ettore Meini (Ita)   | Fernand Cornez (Fra)      | Gerard Loncke (Bel)       | Alfredo Binda (Ita) |
| 26 mei | etappe 16 | Bassano del Grappa - Bolzano | 148 km  | Gerard Loncke (Bel)  | Ettore Meini (Ita)        | Fernand Cornez (Fra)      | Alfredo Binda (Ita) |
| 28 mei | etappe 17 | Bolzano - Milaan             | 284 km  | Alfredo Binda (Ita)  | Domenico Piemontesi (Ita) | Gerard Loncke (Bel)       | Alfredo Binda (Ita) |

 winnaars · 
roze trui · 
  puntenklassement · 
  bergklassement · 
 jongerenklassement · 
 intergiro · 
 ploegenklassement · 
 strijdlust · 
 zwarte trui
Giro d'Italia Next Gen · Giro Donne · Cima Coppi
 Belgische rozetruidragers · etappewinnaars
 Nederlandse rozetruidragers · etappewinnaars
Mannen:
1909 · 
1910 · 
1911 · 
1912 · 
1913 · 
1914 · 
1919 · 
1920 · 
1921 · 
1922 · 
1923 · 
1924 · 
1925 · 
1926 · 
1927 · 
1928 · 
1929 · 
1930 · 
1931 · 
1932 · 
1933 · 
1934 · 
1935 · 
1936 · 
1937 · 
1938 · 
1939 · 
1940 · 
1946 · 
1947 · 
1948 · 
1949 · 
1950 · 
1951 · 
1952 · 
1953 · 
1954 · 
1955 · 
1956 · 
1957 · 
1958 · 
1959 · 
1960 · 
1961 · 
1962 · 
1963 · 
1964 · 
1965 · 
1966 · 
1967 · 
1968 · 
1969 · 
1970 · 
1971 · 
1972 · 
1973 · 
1974 · 
1975 · 
1976 · 
1977 · 
1978 · 
1979 · 
1980 · 
1981 · 
1982 · 
1983 · 
1984 · 
1985 · 
1986 · 
1987 · 
1988 · 
1989 · 
1990 · 
1991 · 
1992 · 
1993 · 
1994 · 
1995 · 
1996 · 
1997 · 
1998 · 
1999 · 
2000 · 
2001 · 
2002 · 
2003 · 
2004 · 
2005 · 
2006 · 
2007 · 
2008 · 
2009 · 
2010 · 
2011 · 
2012 · 
2013 · 
2014 · 
2015 · 
2016 · 
2017 · 
2018 · 
2019 · 
2020 · 
2021 · 
2022 · 
2023 · 
2024 · 
2025
Vrouwen:
1988 · 
1989 · 
1990 · 
1991 ·
1992 ·
1993 · 
1994 · 
1995 · 
1996 · 
1997 · 
1998 · 
1999 · 
2000 · 
2001 · 
2002 · 
2003 · 
2004 · 
2005 · 
2006 · 
2007 · 
2008 · 
2009 · 
2010 · 
2011 · 
2012 ·
2013 · 
2014 ·
2015 ·
2016 ·
2017 ·
2018 ·
2019 ·
2020 ·
2021 ·
2022 ·
2023 ·
2024 ·
2025